# Attilio Di Napoli
Attilio Di Napoli (Melfi, 4 giugno 1883 – Melfi, 2 dicembre 1953) è stato un avvocato e politico italiano, attivo nell'area del Vulture-Melfese.
È stato per anni il più influente dirigente del movimento socialista lucano, partecipando anche al 2º Governo Badoglio in qualità di ministro d'Industria e Commercio e rimase in carica sino alla Liberazione di Roma. 
Il prefetto di Potenza in data 24 maggio 1914, in una sua nota riservata, definì l'avv. Attilio Di Napoli di Melfi:
Infatti la borghesia e gli agrari della Basilicata, più volte ebbero ad invitare il prefetto ad arrestare i capilega e i dirigenti socialisti nell'intento di stroncare il movimento contadino in intere zone.
Nel corso del 1911 e del 1912 i socialisti condussero in tutta la Basilicata, un'attiva agitazione contro la guerra, con comizi e cortei. Fra i più attivi dirigenti figuravano: Di Mase di Irsina, Reale e Pignatari nel potentino e Attilio Di Napoli nel melfese. In queste agitazioni i temi principali furono contro la guerra e per il disarmo, contro il caroviveri e per il suffragio universale. Il primo maggio 1912 si ebbero incidenti in tutta la regione, in particolare a Potenza, a Tolve e a Melfi, dove si verificarono scontri fra nazionalisti e socialisti. Con l'intervento delle autorità di polizia, vennero sciolti i cortei, sequestrate le bandiere socialiste ed arrestati alcuni manifestanti.

## Biografia

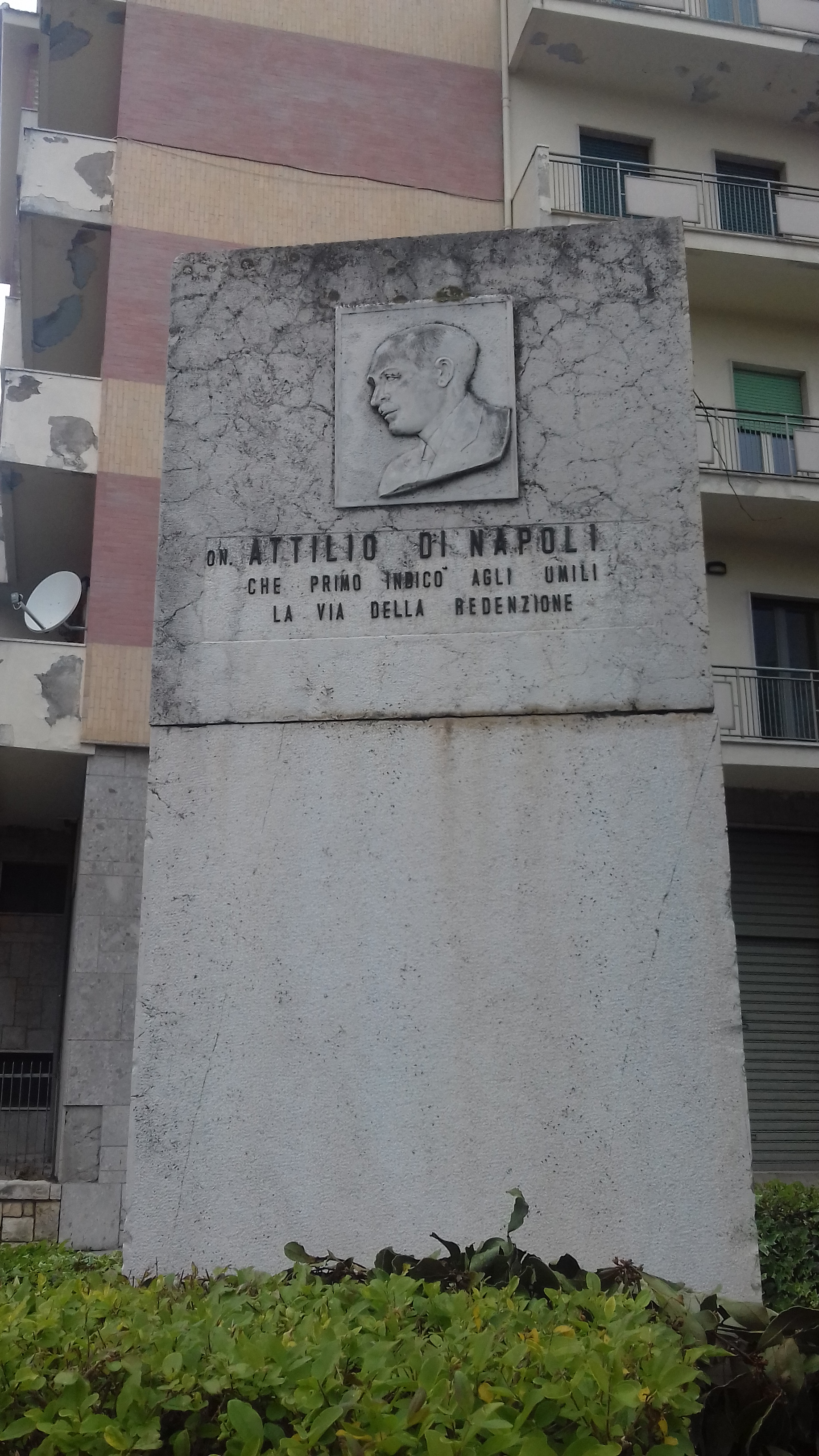
Il monumento dedicato ad Attilio Di Napoli dalla Città di Melfi

Attilio Di Napoli nacque a Melfi il 4 giugno 1883 da famiglia della media borghesia. Si laureò in giurisprudenza e fin dai primi anni del XX secolo aderì al PSI. Nella sua città natale divenne ben presto il massimo esponente del movimento socialista. Segretario della Lega contadina e del circolo socialista. Fondò e diresse il settimanale Il Lavoratore. Inviò spesso notizie politiche da Melfi all'Avanti! e tenne una fitta corrispondenza epistolare con Enrico Ferri ed Ettore Ciccotti. Fu un conferenziere attivissimo e nella sua oratoria non mancarono mai le questioni collegate alla polemica anticlericale. Egli fu un valido organizzatore e propagandista, specie nelle campagne interne a Melfi per conquistare i contadini all'organizzazione socialista.
Nel 1913, prima delle elezioni politiche, in Basilicata si sviluppò un consistente movimento contadino. Anima di questo movimento fu Francesco Ciccotti di Palazzo San Gervasio. Nello stesso anno i socialisti di Melfi presero in mano l'istituzione comunale ed Attilio Di Napoli, che li aveva guidati a questa vittoria, venne eletto sindaco. Poi, in pochi anni, verranno costituire e rafforzate le Leghe contadine e i Circoli socialisti nei vari paesi del melfese: a Barile, Rapolla, Venosa, Montemilone, Minervino Murge. Con l'allargamento del suffragio universale, venne offerta a Francesco Ciccotti la candidatura nel Collegio di Melfi. 
(Giovanni Calice, Lotte politiche e sociali in Basilicata)
A causa dell'attiva propaganda avviata durante il periodo della neutralità italiana (1914) e continuata anche durante i primi anni del conflitto, "Il Lavoratore", diretto da Di Napoli, venne sospeso nel 1917 con la motivazione:
Nel 1914 Di Napoli venne eletto consigliere provinciale di Potenza. Nel 1919 Di Napoli fu alla testa delle agitazioni nel melfese, contro i cari viveri. Nelle elezioni politiche del 1921 venne eletto deputato. Nel 1920, Di Napoli sostenne la linea espressa da Francesco Ciccotti:
Al Congresso socialista, Di Napoli si fa portatore di questa linea, attaccando lo scissionismo della frazione comunista, che avrebbe non solo rappresentato un indebolimento delle forze lavoratrici ma, col suo insistere sulla violenza rivoluzionaria, non avrebbe fatto altro che gettare i popoli nella fame e nella miseria.
Con l'avvento del fascismo al potere, Di Napoli, più volte fu vittima di episodi di violenza squadrista. Nel 1924 gli fu impedito di tornare da Roma a Melfi. Il 20 maggio 1927 la Commissione provinciale di Potenza lo assegnò al confino, ordinandone l'arresto. A seguito di ricorso, il provvedimento venne revocato e commutato in diffida. Durante il Ventennio continuò ad essere sorvegliato dalla polizia. Nel dopoguerra riprese l'attività politica tra le file socialiste. Nel 1944, fu Ministro dell’Industria e il Commercio nel II governo Badoglio. Non venne riconfermato nel successivo governo Bonomi ma venne nominato componente dell'Alta Corte di giustizia per le sanzioni contro il fascismo. Nel 1945 entrò nella Consulta Nazionale e fece parte della I Commissione Affari Esteri. L'anno successivo fu candidato alla Assemblea Costituente ma non venne eletto. Morì a Melfi il 2 dicembre 1953.